# Табакат
Табака́т (араб. طبقات‎; мн. ч. от та́бака; «слой», «разряд», «поколение») — «биографии поколений», лиц, живших на протяжении какого-то определённого отрезка времени.
Согласно хадисоведу Ибн ас-Салаху (1181—1245), в один «разряд» объединяют людей, «схожих», «подобных» друг другу (аль-каум аль-муташабихун). Таким образом, табакатом можно назвать собрание сменяющих друг друга «разрядов», или «поколений», людей. В арабской историографии табакатом называют особую ветвь биографического жанра, где материал располагается хронологически, по поколениям, от самого раннего (начиная от асхабов) к более поздним (табиинов, таби-табиинов и т. д.). Материал мог распределялся по городам, отдельным местностям и провинциям Арабского халифата. Литература табаката была ориентирована на удовлетворение потребностей хадисоведения, играя роль справочников для установления степени подлинности иснада.
Одним из самых ранних дошедших до нас сочинений типа табакат считается труд Ибн Сада аль-Багдади (784—845) Китаб ат-Табакат аль-Кабир, в котором содержатся биографии 4250 передатчиков хадисов (рави). В ранний период ислама табакат посвящались в основном знатокам мухаддисам и факихам. Потребности культурного и научного развития способствовали появлению в дальнейшем хронологических серий поколений лиц самых различных профессий и званий: поэтов, визирей, врачей, проповедников, кари, факихов, суфиев и так далее.